# Sepulcro del obispo Antonio Idiáquez

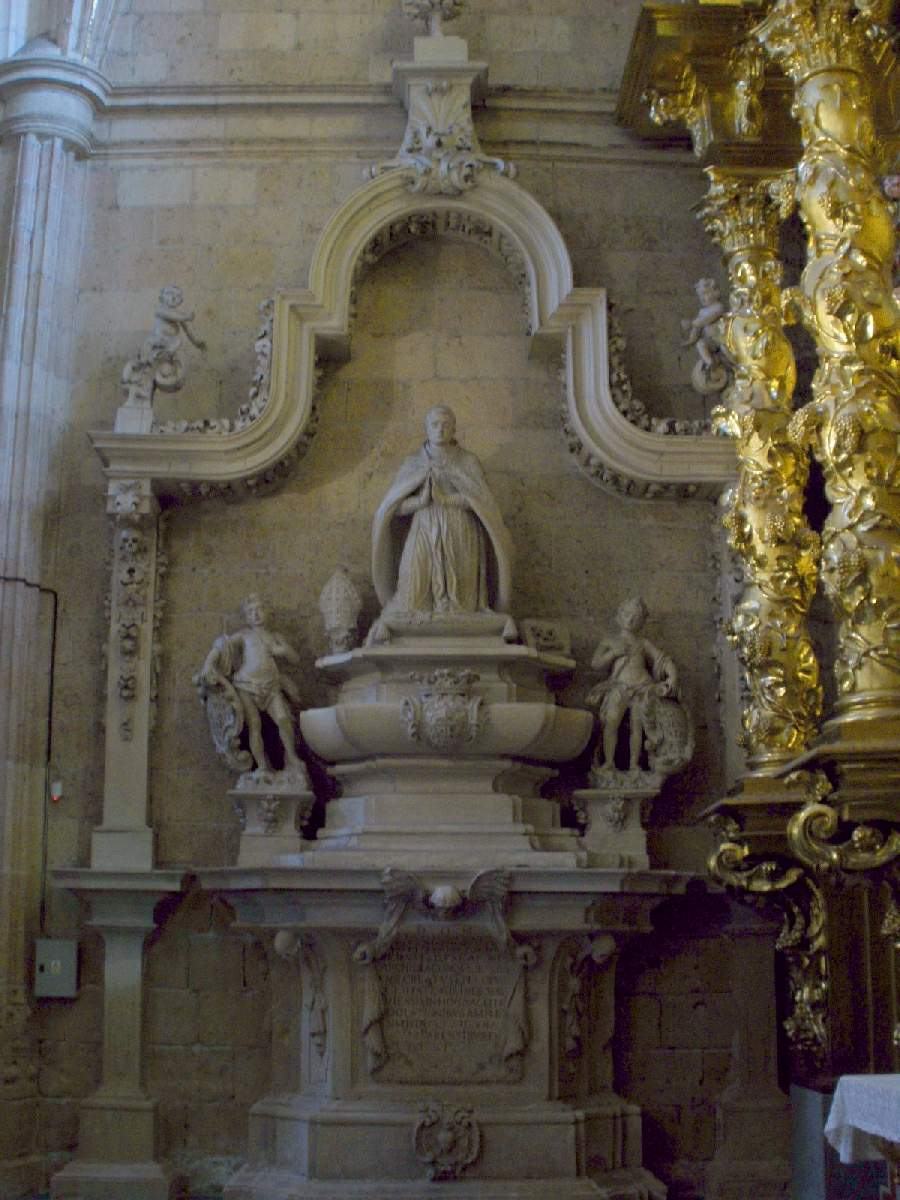
Sepulcro del obispo en la catedral de Segovia.

El sepulcro del obispo Antonio Idiázquez es un monumento funerario barroco ubicado en la capilla de San Antón de la catedral de Segovia. Representa a Antonio Idiáquez Manrique, obispo de Ciudad Rodrigo y de Segovia.
El prelado falleció en 1615, aunque no fue hasta principios del siglo XVIII cuando se llevó a cabo la ejecución del monumento funerario.
Fue realizado en piedra caliza blanca, y terminado hacia el año 1714. Sigue el modelo de las obras de Gian Lorenzo Bernini, y fue diseñado por Carlos de la Colina, con escultura orante del prelado acompañado de un paje, del segoviano José Galbán, yerno de Juan Alonso de Villabrille y Ron.
Se encuentra en la capilla de San Antón de la catedral, que el obispo Idiázquez fundó y dotó a su costa.